# Savières
Savières é uma comuna francesa na região administrativa de Grande Leste, no departamento de Aube. Estende-se por uma área de 18,54 km². Em 2010 a comuna tinha 1 015 habitantes (densidade: 54,7 hab./km²).